# Округ Пуласки (Индијана)
Округ Пуласки (енгл. Pulaski County) је округ у америчкој савезној држави Индијана.

## Демографија
По попису из 2010. године број становника је 13.402, што је 353 (-2,6%) становника мање 2000. године.
| Група             | 2000.          | 2010.          |
| Белци             | 13.294 (96,6%) | 12.823 (95,7%) |
| Афроамериканци    | 127 (0,9%)     | 88 (0,7%)      |
| Азијати           | 28 (0,2%)      | 29 (0,2%)      |
| Хиспаноамериканци | 191 (1,4%)     | 325 (2,4%)     |
| Укупно            | 13.755         | 13.402         |